# Amuro-jima
Amuro-jima (jap. 安室島) ist eine japanische Insel in der Präfektur Okinawa. Sie ist Teil der Kerama-Inseln, die wiederum zu den Ryūkyū-Inseln gehören.

## Geographie
Die unbewohnte Insel liegt in der subtropischen Klimazone. Sie hat eine Fläche von etwa 0,7 km² und die höchste Erhebung liegt bei 99 m. Amuro-jima liegt innerhalb des Archipels zwischen den vier größeren, bewohnten Inseln Zamami-jima, Aka-jima, Geruma-jima und Tokashiki-jima. Administrativ gehört die Insel zur Gemeinde Zamami.
| Aka-jima |

| Amuro-jima |

| Fukaji-jima |

| Geruma-jima |

| Gishippu-jima |

| Keise-Inseln |

| Kuroshima |

| Kuba-shima |

| Maeshima |

| Tokashiki-jima |

| Yakabi-jima |

| Zamami-jima |

| Okinawa Hontō |

Amuro-jima und der Rest der Kerama-Inseln sind Teil des im März 2014 ausgewiesenen Keramashotō-Nationalparks. Die Insel ist von Sandstränden und artenreichen Korallenriffen umgeben. Das klare Wasser des Archipels ist bei Tauchern und Schnorchlern beliebt und für seine azurblaue Farbe als „Kerama Blue“ bekannt. Von Dezember bis April können in den Gewässern um die Kerama-Inseln Buckelwale und ihre Kälber beobachtet werden.